# مارتينا تشوركوفيتش
مارتينا تشوركوفيتش (بالكرواتية: Martina Ćorković)‏ مواليد 4 يوليو 1993 في زغرب، هي لاعبة كرة يد كرواتية تلعب كجناح أيسر. مثلت منتخب كرواتيا لكرة اليد للسيدات.

## روابط خارجية
- مارتينا تشوركوفيتش على موقع الاتحاد الأوروبي لكرة اليد (الإنجليزية)